# Pratapgarh (district van Rajasthan)
Pratapgarh is een nieuw district van de Indiase staat Rajasthan, opgericht op 26 januari 2008.  Het district telde 867.848 inwoners (2011) en heeft een oppervlakte van 4.117. km².

## Bevolking
In 2011 had het district Pratapgarh een bevolking van 867.848, waarvan 437.744 mannen en 430.104 vrouwen. In de telling van 2001 had Pratapgarh een populatie van 706.807, waarvan 359.021 mannen en 347.786 vrouwen.

### Taal
Op het moment van de Indiase volkstelling van 2011 sprak 77,26% van de bevolking in het district Hindi, 20,18% Bhili en 1,75% Punjabi als moedertaal.

### Religie
De grootste religie is het hindoeïsme. In 2011 was 95,33% van de bevolking hindoeïstisch, terwijl 2,95% islamitisch was.
Hoofdstad: Jaipur
Districten:
Divisie Ajmer: Ajmer · Bhilwara · Nagaur · Tonk
Divisie Bharatpur: Bharatpur · Dholpur · Karauli · Sawai Madhopur
Divisie Bikaner: Bikaner · Churu · Hanumangarh · Sri Ganganagar
Divisie Jaipur: Alwar · Dausa · Jaipur · Jhunjhunu · Sikar
Divisie Jodhpur: Barmer · Jaisalmer · Jalore · Jodhpur · Pali · Sirohi
Divisie Kota: Baran · Bundi · Jhalawar · Kota
Divisie Udaipur: Banswara · Chittorgarh · Dungarpur · Pratapgarh · Rajsamand · Udaipur